# Manggar (Sluke)
Manggar is een bestuurslaag in het regentschap Rembang van de provincie Midden-Java, Indonesië. Manggar telt 2979 inwoners (volkstelling 2010).